# Tylenchida
Ne doit pas être confondu avec Tylenchina.
Ordre
Tylenchida est un ordre de nématodes, des vers non segmentés, recouverts d'une épaisse cuticule et menant une vie libre ou parasitaire. Selon World Register of Marine Species (22 mai 2021), Tylenchida est synonyme de l'infra-ordre Tylenchomorpha. Selon l'IRMNG (22 mai 2021), c'est un synonyme de l'ordre Panagrolaimida.

## Liste des sous-ordres
Selon BioLib (22 mai 2021) :
- Criconematina
- Hexatylina
- Hoplolaimina
- Tylenchina

## Liste des familles
Selon GBIF (22 mai 2021) :
- Acugutturidae
- Allantonematidae
- Anguinidae
- Belonolaimidae
- Criconematidae
- Dolichodoridae
- Fergusobiidae
- Heteroderidae
- Hoplolaimidae
- Iotonchiidae
- Neotylenchidae
- Parasitylenchidae
- Pratylenchidae
- Sphaerulariidae
- Sychnotylenchidae
- Tylenchidae
- Tylenchulidae

Selon World Register of Marine Species (22 mai 2021) :
- Atylenchidae Skarbilovich, 1959
- Ecphyadophoridae Skarbilovich, 1959
- Paratylenchidae Thorne, 1949
- Rotylenchulidae Husain & Khan, 1967
- Seinuridae Husain & Khan, 1967